# Earl of Gosford

Wappen der Earls of Gosford

Earl of Gosford ist ein erblicher britischer Adelstitel in der Peerage of Ireland.
Historischer Familiensitz der Earls war von 1819 bis 1921 Gosford Castle bei Markethill im County Armagh.

## Verleihung und nachgeordnete Titel
Der Titel wurde am 1. Februar 1806 für den Politiker Arthur Acheson, 2. Viscount Gosford geschaffen. Von seinem Vater hatte er 1790 die Titel 2. Viscount Gosford, of Market Hill in the County of Armagh, und 2. Baron Gosford, of Market Hill in the County of Armagh, geerbt, die diesem am 20. Juni 1785 bzw. 20. Juli 1776 in der Peerage of Ireland verliehen worden waren. Außerdem erbte er von ihm den Titel 7. Baronet, of Market Hill in the County of Armagh, der am 1. Januar 1628 in der Baronetage of Nova Scotia einem Vorfahren verliehen worden war.
Seinem Sohn, dem 2. Earl, wurde am 13. Juni 1835 zudem der Titel Baron Worlingham, of Beccles in the County of Suffolk, verliehen. Dieser gehört zur Peerage of the United Kingdom und war im Gegensatz zu den irischen Titeln bis 1999 mit einem Sitz im britischen House of Lords verbunden.
Dessen Sohn, der spätere 3. Earl, wurde bereits am 18. September 1847 in der Peerage of the United Kingdom zum Baron Acheson, of Glencairny in the County of Armagh, erhoben, bevor er 1849 auch die Titel seines Vaters erbte.
Heutiger Titelinhaber ist seit 1966 dessen Ur-urenkel Charles Acheson als 7. Earl.

## Liste der Viscounts und Earls of Gosford

### Viscounts Gosford (1785)
- Archibald Acheson, 1. Viscount Gosford (1718–1790)
- Arthur Acheson, 2. Viscount Gosford (um 1745–1807) (1806 zum Earl of Gosford erhoben)

### Earls of Gosford (1806)
- Arthur Acheson, 1. Earl of Gosford (um 1745–1807)
- Archibald Acheson, 2. Earl of Gosford (1776–1849)
- Archibald Acheson, 3. Earl of Gosford (1806–1864)
- Archibald Acheson, 4. Earl of Gosford (1841–1922)
- Archibald Acheson, 5. Earl of Gosford (1877–1954)
- Archibald Acheson, 6. Earl of Gosford (1911–1966)
- Charles Acheson, 7. Earl of Gosford (* 1942)

Voraussichtlicher Titelerbe (Heir Presumptive) ist der Cousin des aktuellen Titelinhabers Nicholas Acheson (* 1947).